# Chentouf
Chentouf, anciennement Le Keroulis, est une commune de la wilaya de Aïn Témouchent en Algérie.

## Géographie

### Situation
| Hammam Bou Hadjar | Hammam Bou Hadjar | Hammam Bou Hadjar |
| Chaabat El Leham  | Chentouf          | Hassasna          |
| Aïn Témouchent    | Aghlal            | Aghlal            |

## Toponymie
Chentouf vient du diminutif de Sidi Mohamed Bouchentouf, un saint personnage de la région dont le tombeau se trouve au sein du village.

## Histoire

### Époque coloniale française
La commune de Chentouf tient son origine, ou son noyau initial, du domaine du Kéroulis, qui était en 1960 la plus grande exploitation viticole d'Algérie, exploitée en société anonyme, fondée en 1919 par la famille Germain, déjà viticulteurs dans la Mitidja. Ce domaine était compris dans le douar Souf-el-Tell, constitutif de la commune mixte d'Aïn Témouchent. La commune n'est pas constituée dès la dissolution en 1956 de la commune mixte, mais quelque temps plus tard, sous le nom de Kéroulis, par le remembrement de fractions du territoire de l'ancienne commune mixte rattachées aux communes de De Malherbe, Laferrière et Hammam Bou Hadjar. 
Le centre urbanisé de la commune a aussi la même origine, puisqu'il s'agit du village précaire des salariés permanents et saisonniers du domaine, reconstruit en dur à partir de 1956, et nommé alors « cité ouvrière du douar Chentouf ».

### Époque de l'Algérie indépendante
La commune du Kéroulis est absorbée après l'indépendance de l'Algérie par celle d'Aïn Témouchent ; la localité est renommée Chentouf, et enfin reprend son rang de commune lors du découpage administratif de 1984.